# 寺本清
寺本 清（てらもと きよし、1940年（昭和15年）8月8日 - 2005年4月6日）は日本の実業家、銀行家。日本銀行考査局長、東京三菱銀行常務取締役、福岡銀行代表取締役頭取などを歴任した。

## 来歴・人物
父は熊本県知事や参議院議員を務めた寺本広作。弟の寺本泉は大蔵省大臣官房審議官を経て整理回収機構副社長を務めた。
東京大学卒業後に日本銀行入行。日銀では北九州支店長や考査局長を歴任。その後は東京銀行、東京三菱銀行の常務取締役となり、福岡銀行では顧問を経て、1999年に専務取締役、2000年に佃亮二の後任として福岡銀行代表取締役頭取に就任する。
2005年4月1日、生え抜きの谷正明に頭取を譲り、代表取締役会長に就任するが、5日後に死去する。

## 経歴
- 1963年
  - 4月：日本銀行入行
- 1984年
  - 4月：同行北九州支店長
- 1987年
  - 5月：同行考査役
- 1988年
  - 5月：同行外国局次長
- 1993年
  - 5月:考査局長
- 1994年
  - 6月：東京銀行常務取締役
- 1996年
  - 6月：東京三菱銀行常務取締役
- 1998年
  - 6月：同行顧問
  - 12月：福岡銀行顧問
- 1999年
  - 福岡銀行専務取締役
- 2000年
  - 同行代表取締役頭取
- 2005年
  - 4月：代表取締役会長
  - 4月：死去